# Entornao
Un entornao es un dulce típico de Fuentes de Andalucía, pueblo de la provincia de Sevilla, España. 

## Características
Consiste en una masa de manteca horneada de fuerte color rojo o anaranjado (procedente del pimentón añadido) y rellena de azúcar condensada con ajonjolí. 
Tradicionalmente se realizaba en época de carnaval (fiestas en honor a Don Carnal) aunque en la actualidad se puede encontrar en cualquier momento del año en todas las pastelerías y confiterías de la localidad.
- Datos: Q5834310